# Ислах
Йеменское объединение за реформы (араб. التجمع اليمني للإصلاح‎), обычно сокращённо именуемое аль-Исла́х — йеменская политическая партия, являющаяся основной оппозиционной партией страны.

## История
Партия «Ислах» появилась вскоре после объединения Северного (ЙАР) и Южного (НДРЙ) Йемена, во второй половине 1990 года. По информации Центра Карнеги по изучению Ближнего Востока, в создании партии принимали участие три различных элемента: йеменские братья-мусульмане, ряд видных племенных лидеров под руководством Абдаллы аль-Ахмара (шейха одного из крупнейших племён Йемена — Хашед), и несколько крупных бизнесменов.
В первые годы существования аль-Ислах была близка к правящей партии Йемена — Всеобщему народному конгрессу (ВНК). В обмен на лояльность ВНК, в новом правительстве, сформированном в 1993-м году, Ислах получила портфель вице-премьера и 5 министерских портфелей. В ходе парламентских выборов того же года, аль-Ислах, открыто декларировавшая свой альянс с ВНК, получила 63 места. Однако к 1997 году отношения между аль-Ислах и ВНК ухудшились, и Ислах, по сути, оказалась в оппозиции. Однако в отличие от ряда других оппозиционных партий (насеристы, социалисты), которые приняли решение бойкотировать выборы 1997 года, аль-Ислах приняла в них участие, и получила 53 места. Тем не менее, Ислах никогда не была непримиримо оппозиционной партией: так, например, она поддержала кандидатуру Салеха — в то время президента Йемена и лидера ВНК, на выборах 1999 и 2006 года, несмотря на то, что в середине 2000-х сама инициировала создание крупнейшего в Йемене оппозиционного блока — «Ликаа Муштарак», в который также вошли Йеменская социалистическая партия, юнионисты, Союз народных сил и партия «аль-Хакк». В первую очередь это объясняется тем, что одной из важнeйших опор как режима Абдаллы Салеха, так и аль-Ислаха было племя Хашид.
В первые годы своего существования (1990—1994) в партию активно вступали радикально-исламистские элементы (в первую очередь — бывшие участники боевых действий в Афганистане). В это же время был основан связанный с партией исламский университет «Иман». Некоторые исследователи отмечают тесную координацию этой деятельности с ВНК. Возможно, что Абдалла Салех рассчитывал с помощью «аль-Ислах» противодействовать йеменским оппозиционным силам (в первую очередь, южанам и социалистам). Лидером радикально-исламского крыла партии был одиозный фундаменталист Абдуль-Мажид аз-Зиндани. Однако впоследствии, в результате с одной стороны настороженности властей Йемена по поводу роста исламистских настроений, а с другой — давления США, радикальное крыло партии начало сдавать позиции (так, в 2007 году аз-Зиндани был смещён с поста председателя Совета Шуры партии, а на его место был избран представитель умеренного крыла партии Мухаммад Али Аджилан. Другие ключевые позиции в партии к тому времени также были заняты представителями умеренного ислама — Генеральным секретарём партии был Абд аль-Ваххаб аль-Аниси, Вице-президентом — нынешний лидер партии Мухаммад аль-Ядуми, Мухаммад Кахтан — спикером блока «Ликаа Муштарак»).

## Структура
Главным органом партии является Верховный комитет (الهيئة العليا), состоящий из 15 членов. В его подчинении находятся четыре другие руководящие органа партии: Совет Шуры (162 члена), Генеральный секретариат, руководящий деятельностью 16 отделов (18 членов: Генеральный секретарь, помощник Генерального секретаря и 16 руководителей отделов), парламентская фракция партии (44 человека), Судебный орган партии (5 человек), а также 21 региональное отделение партии. Печатным органом партии является газета «ас-Сахва», бывшая в 1980-х гг. близкой к йеменским братьям-мусульманам.

### Высшее руководство партии
- Верховный комитет: главой является Мухаммад бен Абдаллах аль-Ядуми, руководители четырёх других органов также являются членами Верховного комитета.
- Совет Шуры: Главой Совета Шуры является Мухаммад Али Аджилян, его заместителем — Абд ар-Рахман Яхья аль-Умар. Заместителем аль-Умара — Галиб Абд аль-Кафи аль-Фарши. Секретарь Совета — Салех Абдаллах Наджи ад-Дабьяни.
- Генеральный секретариат: Генеральным секретарём партии является Абдель-Ваххаб Ахмад аль-Аниси. Его помощником является Мухаммад Саид ас-Саади. Ещё 16 членов Генсекретариата являются одновременно руководителями партийных отделов:
  - Отдел организации и обучения — Абдаллах Касим аль-Вашли
  - Отдел просвещения — Абдель-Ваххаб Лутф ад-Дильми
  - Отдел планирования и человеческого развития — Абдель-Джалиль Саид бен Саид
  - Отдел по политическим вопросам — Саид Шамсан аль-Маамари
  - Отдел информации и культуры — Фатхи Мухаммад аль-Азб
  - Отдел направления и руководства — Аббас Ахмад ан-Нахари
  - Отдел по вопросам общественности — Абдаллах Али Санаар
  - Отдел профсоюзов и республиканских организаций — Амин Али Амин
  - Отдел по вопросам финансов и управления — Абдаллах Умар аз-Зубейди
  - Отдел по экономическим вопросам — Мухаммад Ахмад аль-Эфенди
  - Отдел по техническим вопросам — Шихан Абд ар-Рахман ад-Дабаи
  - Отдел по вопросам законности, прав и свобод — Мухаммад Наджи Аляу
  - Отдел по вопросам эмигрантов — Адиль Яхья ар-Рухани
  - Отдел по вопросам студентов — Ахмад Мухаммад Сейф аль-Кубати
  - Отдел по вопросам выборов — Ибрахим Маслах аль-Хаир
  - Отдел по делам женщин — Умма ас-Салям Ражаа
- Парламентской фракцией партии руководит Зайд бен Али аш-Шами.
- Главой судебного органа партии является Сулейман Мухаммад Абдель-Ваххаб аль-Ахдаль[9].

## Политическая программа
В опубликованной на официальном сайте партии политической программе указаны семь основных пунктов:
- Ислам как основа мировоззрения и права
- Справедливость
- Свобода
- Равенство
- Исламская демократия (посредством института Шуры)
- Республиканский режим
- Политическое единство Йемена[10]